# Manoir d'Aigueblanche
Le manoir d'Aigueblanche ou encore château des sires de Briançon est une ancienne maison forte, de la fin du XIIIe siècle, centre de la seigneurie d'Aigueblanche, érigée en marquisat en 1680, qui se dresse sur la commune d'Aigueblanche, dans le département de la Savoie, en région Auvergne-Rhône-Alpes.

## Situation
Le manoir d'Aigueblanche est situé dans le département français de la Savoie sur la commune d'Aigueblanche, au centre du bourg.

## Histoire
Au Moyen Âge, on relève l'existence d'une motte castrale.
Au Xe siècle, Richard Curt, ancêtre de la famille des Briançon, possède une résidence pacifique, à « Aque Clare », rive droite de l’Isère, là où le village s’est peu à peu développé, communiquant avec la voie romaine par un pont de bois, aujourd'hui pont du Bourgeaillet.
La seigneurie d'Aigueblanche est donné en fief, en 1202, à Gérald (†1260), un cadet de la maison de Briançon, qui reçoit le titre de vicomte de Tarentaise.
Mais le contrôle de l’accès à Moûtiers, par le nord, oblige Aigueblanche à se fortifier. Une maison forte est érigée, à la fin du XIIIe siècle,, et le bourg fortifié ; un village de maisons construites en tuf, remplace les vieilles cabanes en bois, et, se retranche derrière de robustes murailles dont quelques vestiges sont encore visibles aujourd’hui.
En 1306, Pierre II de Briançon-Aigueblanche, fils d'Aymon et neveu de Pierre d'Aigueblanche, rend hommage au comte Amédée V de Savoie. Ce dernier lui donne l'ordre, en 1308, de remettre le château à Cerronnet, fils de Pierre Villien.
Au XIVe siècle, Léonette de Briançon-Aigueblanche, dernière représentante du nom, l'apporte en dot à Hugues de Montmayeur, faisant passer les possessions et titres des Briançon-Aigueblanche, vicomtes de Tarentaise, à la puissante famille de Montmayeur,, qui le conserveront jusqu'au début du XVIe siècle.
En 1547, Pierre-Louis de Beaumont-Carra en rend hommage au roi de France.
En 1559, Nicolas de Montmayeur hérite du manoir et fait probablement réaménager le vieux château de l’évêque d’Herford. Fenêtres à meneaux et plafonds à caissons lui donne alors un style moins austère. De son mariage avec Claudine de Chevron Villette naîtra un fils, Gaspard qui sera le dernier représentant de la lignée.
En 1639, Guillaume-François Carron (†1677), seigneur de Saint-Thomas (Aigueblanche), issue de la vieille famille de Cur ou de Cors, en reçoit l'inféodation. En 1680, la seigneurie est érigée en marquisat au profit de son petit-fils Charles-Victor-Joseph de Saint-Thomas. 
Entre 1716 et 1784, les paysans de la vallée d’Aigueblanche achètent les droits féodaux sur l’élevage, les cultures, le bois et les vignes, détenus par l’archevêché et la noblesse.
En 1743, l’occupant du manoir d’Aigueblanche, le baron du Verger de Saint Thomas de Cors, repousse les troupes constituées de miquelets du comte espagnol Acquaviva. Ce dernier surprend les troupes sardes du général baron en passant par les crêtes au-dessus d’Aigueblanche. Après de violents combats les troupes sardes se replient sur Aoste, abandonnant la vallée d’Aigueblanche au pillage par les espagnols.
Monsieur Ancenay sera propriétaire du manoir de 1884 à 1901.

## Description

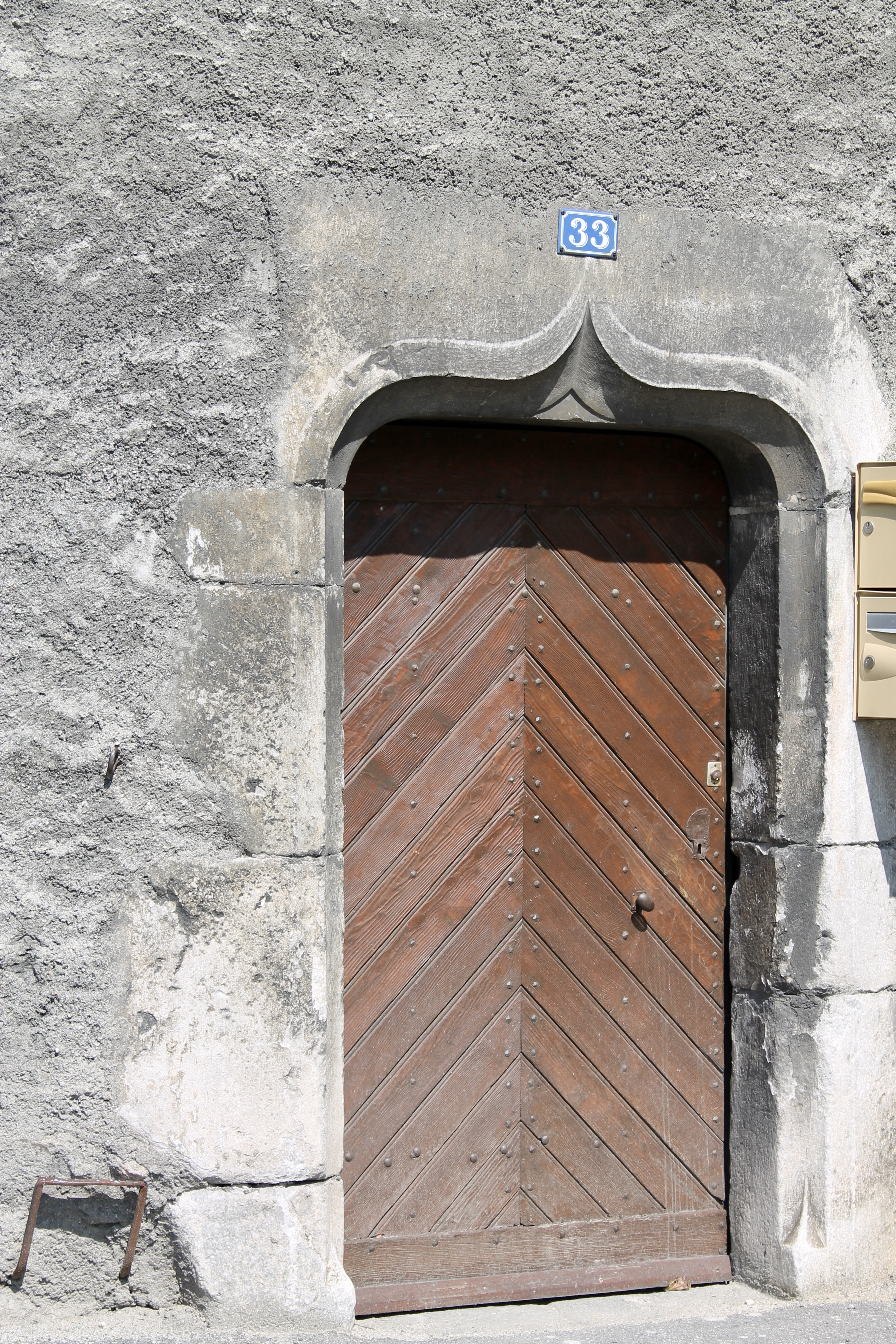
Porte d'accès.

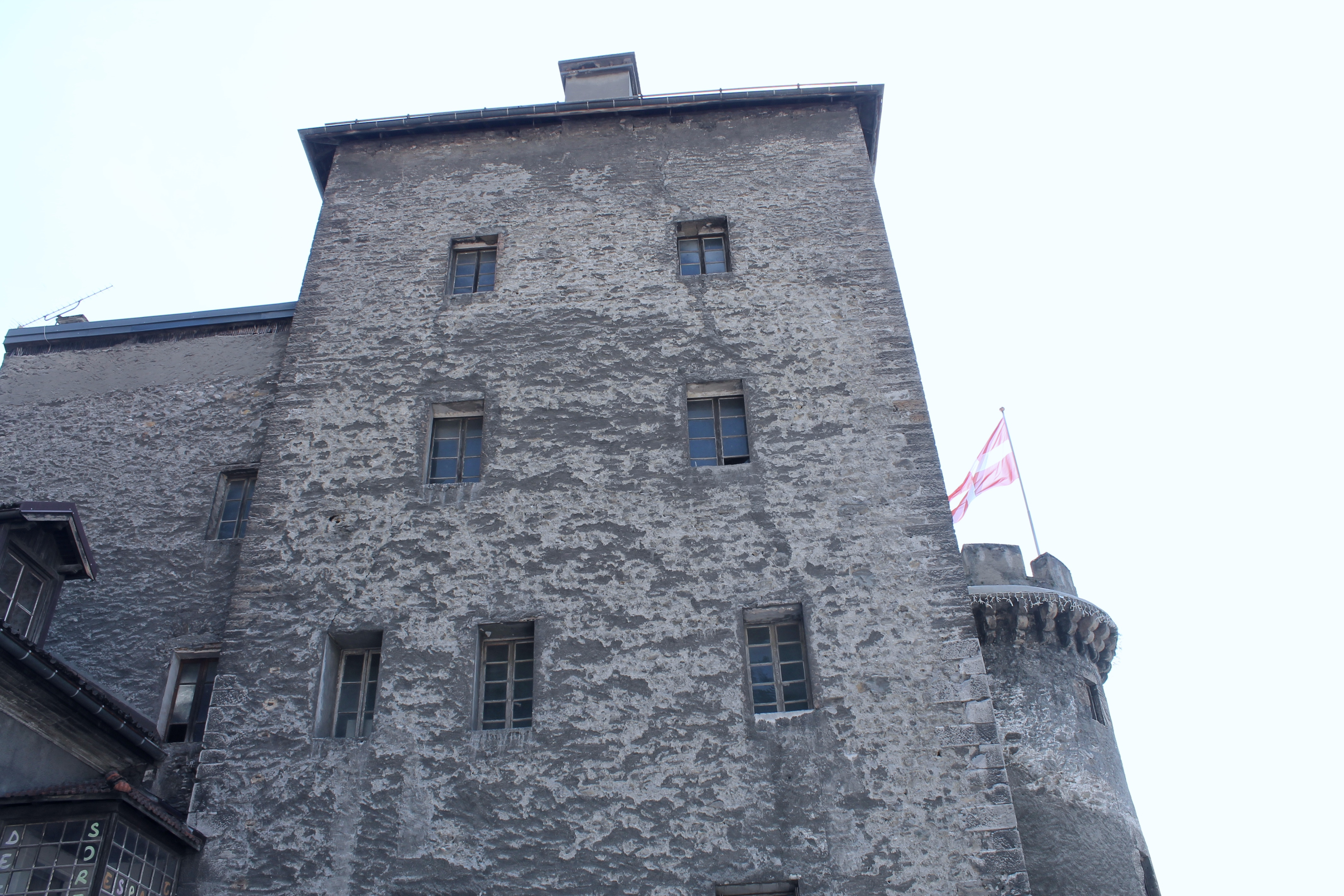
Tour carrée.

À l'origine, la maison forte était ceinte de murs ; en 1884, on en voyait encore les vestiges.
Le manoir que l'on observe aujourd'hui semble dater de la fin du XVe siècle. Il se compose d'un corps de logis quadrangulaire de trois étages sur rez-de-chaussée ; la « salle » ou l'« aula » est accolée à une tour-résidence carré. Ses angles sont soit en pierre taillée ou en tuf, et, les grandes baies voient leurs encadrements de pierres ornée de moulures. Il s'éclaire par des fenêtres à meneaux. Une tour en forme de fer à cheval abritant un escalier, couronnée de mâchicoulis, et la base percée d'une archère, est érigée hors-d'œuvre, à la jonction entre les deux bâtiments. À l'intérieur, la grande salle du premier étage, montrait un plafond en bois de sapin, ainsi que des cul-de-lampe sculptés.